# Луи, Жильбер
Жильбе́р Марсе́ль Анри́ Луи́ (фр. Gilbert Marcel Henri Louis; род. 31 мая 1940, Шамсекре, Франция) — прелат Римско-католической церкви, епископ Шалона с 1999 по 2015 год.

## Биография
Родился в городке Шамсекре, в Нормандии 31 мая 1940 года. В 1959 году поступил в высшую семинарию в Се. Продолжил образование в межъепархиальной семинарии в Лавале, после в Ле-Мане.
11 июля 1965 года был рукоположен в сан священника, со служением в епархии Се. Служил викарием на приходе в Флёр-де-Лёрн. С 1971 по 1977 год в качестве епархиального священника курировал организацию «Католическое действие». Затем с 1977 по 1982 год в качестве национального священника служил в организации «Независимая христианская женская молодежь» (JICF). В 1982 году он в качестве епархиального священника работал в организации «Католическое действие для независимых общин» (ACI).
В 1984 году был назначен епископским викарием в Алансоне. В 1988 году был назначен генеральным викарием Ива-Мари Дубижена, епископа Се. Отвечал за реконструкцию храмов в епархии в 1994—1995 годах, работу Епархиального совета солидарности, епархиальные молодежные, апостольские служения и служения социальных коммуникаций (радио, приходские газеты, пресса).
1 марта 1999 года был назначен епископом Шалона римским папой Иоанном Павлом II. В том же году 11 апреля в соборе епархии был рукоположен в сан епископа кардиналом Луи-Мари Бийе, которому сослужили Ив-Мари Дубижен и Анри Деруэ.
В епископской конференции Франции был членом комиссий по посвященной жизни, по вселенской миссии Церкви, по рабочим группам «Экология и окружающая среда» и «Искусство, культура и вера». С 1999 по 2006 год он был также епископским сопровождающим в движении католических странников. 23 декабря 2015 года ушёл на покой, достигнув канонического возраста, и стал почётным епископом Шалона.